# Galassia Sigaro
La Galassia Sigaro (nota anche come M 82 o NGC 3034) è una galassia attiva nella costellazione dell'Orsa Maggiore; si trova a circa 12 milioni di anni luce ed è associata alla più grande e famosa M81. Si tratta di un ottimo esempio di galassia starburst.

## Osservazione

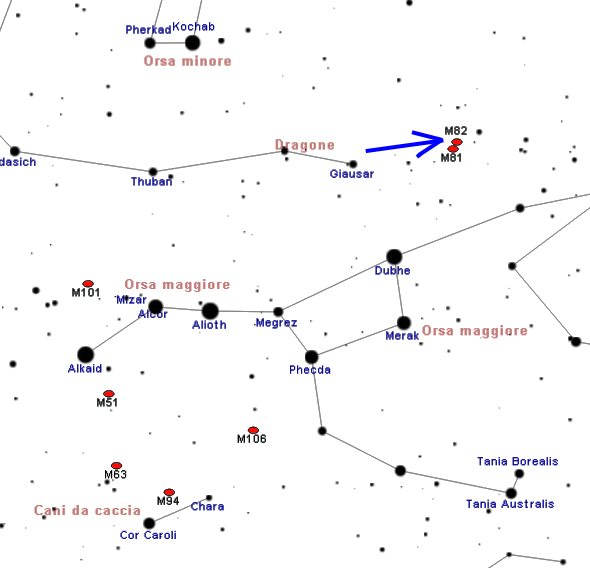
Mappa per individuare M82.

M82 è una galassia relativamente brillante, grazie anche alla sua vicinanza, e se la notte è particolarmente adatta all'osservazione astronomica può essere individuata anche con un semplice binocolo; uno strumento come un telescopio rifrattore da 60–80 mm la mostra come una macchia chiara molto allungata, estesa per alcuni primi e allungata in direzione ENE-SWS. Con un telescopio più potente, sui 140–150 mm, si nota la struttura del nucleo e un gran numero di irregolarità specie in direzione sud, le quali diventano molto più evidenti con strumenti da 250–300 mm. Nelle foto a lunga posa o composite, il campo visivo di questa e della vicina M81 può mostrarsi pervaso da una serie di intricati filamenti nebulosi; questo sistema di gas e polveri oscure fa parte dell'Integrated Flux Nebulae, una nube di alta latitudine galattica appartenente alla Via Lattea.
La sua declinazione è molto settentrionale: infatti questa galassia si presenta circumpolare da gran parte dell'emisfero boreale, come tutta l'Europa e in Nordamerica, fin oltre il tropico del Cancro; dall'emisfero australe invece è possibile osservarla solo in prossimità dell'equatore. Il periodo migliore per la sua osservazione nel cielo serale è quello compreso fra gennaio e agosto.

## Storia delle osservazioni
Charles Messier descrisse questa galassia come un oggetto nebuloso e irrisolvibile in stelle, vicina a M81 e dalla forma molto allungata; fu osservata anche da Johann Elert Bode nel 1774 e da Pierre Méchain nel 1779. In seguito fu riosservata da John Herschel, che la descrisse come una sorta di "raggio" luminoso dalla composizione che però non poteva conoscere. Lord Rosse rimase colpito da quest'oggetto, descrivendolo in termini entusiastici come una nube percorsa da diverse bande oscure; verso la fine dell'Ottocento fu fotografato per la prima volta e fu descritto come un oggetto visto di taglio.

## Caratteristiche

### Starburst

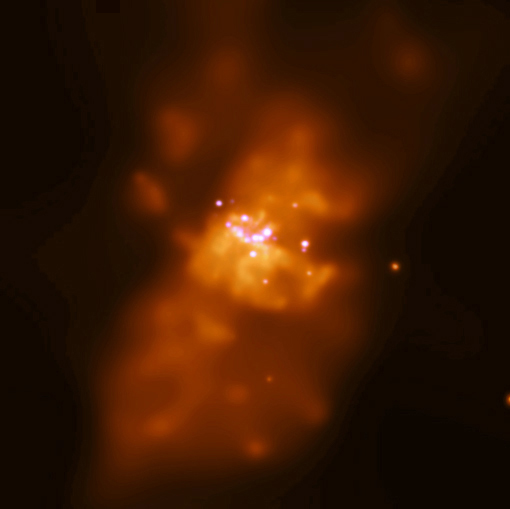
Immagine ai raggi X di M82 del Chandra.

M82 subisce gli effetti gravitazionali della sua galassia vicina, la più grande M81; queste forze mareali hanno deformato M82 fin da circa 100 milioni di anni fa. Queste interazioni hanno causato un forte aumento dei fenomeni di formazione stellare.
Qualche centinaia di milioni di anni fa questa galassia ha avuto un incontro ravvicinato con M81; come risultato di ciò, una gran quantità di gas si è riversata su M82 e in particolare nelle sue regioni centrali. Il più recente incontro fra queste due galassie si è avuto circa 250 milioni di anni fa e ha causato un forte picco della formazione stellare in entrambe le galassie, come è testimoniato dalla distribuzione e dall'età degli ammassi aperti delle due galassie. In seguito sono avvenuti altri due potenti fenomeni di starburst, l'ultimo dei quali circa 4-6 milioni di anni fa, causando la formazione di superammassi stellari. La distanza che separa le due galassie è di circa 300 000 anni luce.

### Regione di starburst

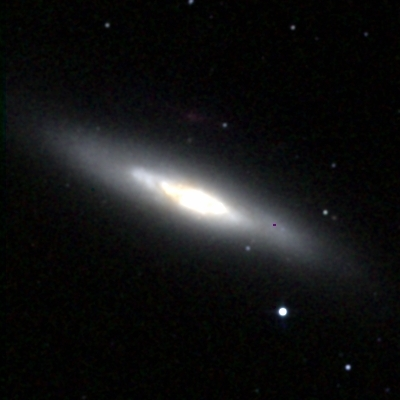
Il nucleo della galassia.

Nelle regioni centrali di M82 l'area di starburst attiva si estende con un diametro di 500 parsec; otticamente, ci sono quattro regioni di elevata luminosità superficiale, catalogate come A, C, D ed E. Queste regioni corrispondono a ben note sorgenti di raggi X, infrarossi e onde radio; di conseguenza, si crede che siano degli ammassi di starburst oscurati sulla nostra linea di vista. È presente un getto bipolare (o supervento), concentrato sulla regione A e C e rifornito dall'energia emessa da esplosioni di supernova, che avvengono mediamente una volta ogni dieci anni.
L'Osservatorio a raggi X Chandra ha rilevato emissioni di raggi X dalla galassia, a circa 600 anni luce di distanza dal suo centro. Alcuni astronomi hanno ipotizzato che M82 contenga il primo buco nero di massa intermedia, circa 200-5000 M⊙, invece dei buchi neri supermassicci comunemente ipotizzati al centro delle galassie, la cui massa si aggira sui 30 milioni di masse solari.

## Struttura

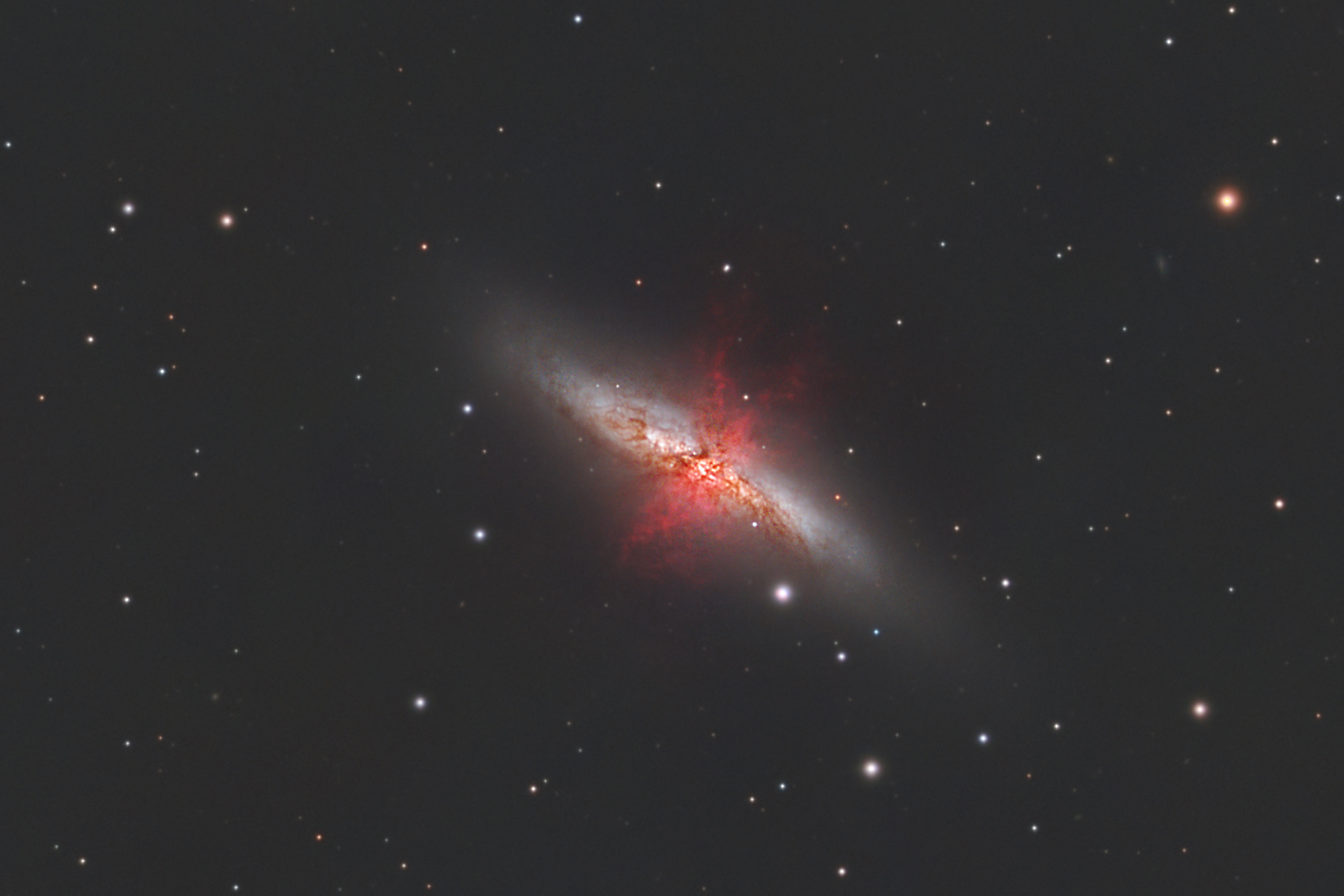
M82 fotografata attraverso un telescopio amatoriale

Si è per lungo tempo creduto che M82 fosse una galassia di forma irregolare; tuttavia, nel corso del 2005 sono stati scoperti due bracci di spirale simmetrici, ben visibili nelle immagini all'infrarosso della galassia. Questi bracci si originano dalle estremità di una barra centrale, visibile sempre agli infrarossi; sebbene questi bracci siano visibili agli infrarossi, il loro colore naturale è maggiormente blu rispetto al disco, a causa della presenza di molte stelle giovani. Assumendo che la parte settentrionale della galassia sia più vicina a noi, come si spiega in letteratura, il senso di rotazione osservato implica la presenza di bracci trainanti. A causa dell'elevata luminosità superficiale del disco, posto quasi di taglio rispetto alla nostra linea di vista (circa 80°) e della presenza di una complessa rete di filamenti oscuri di polveri visibili nelle immagini ottiche, i bracci di spirale non sono stati mai osservati in precedenza.

## Il gruppo di M81

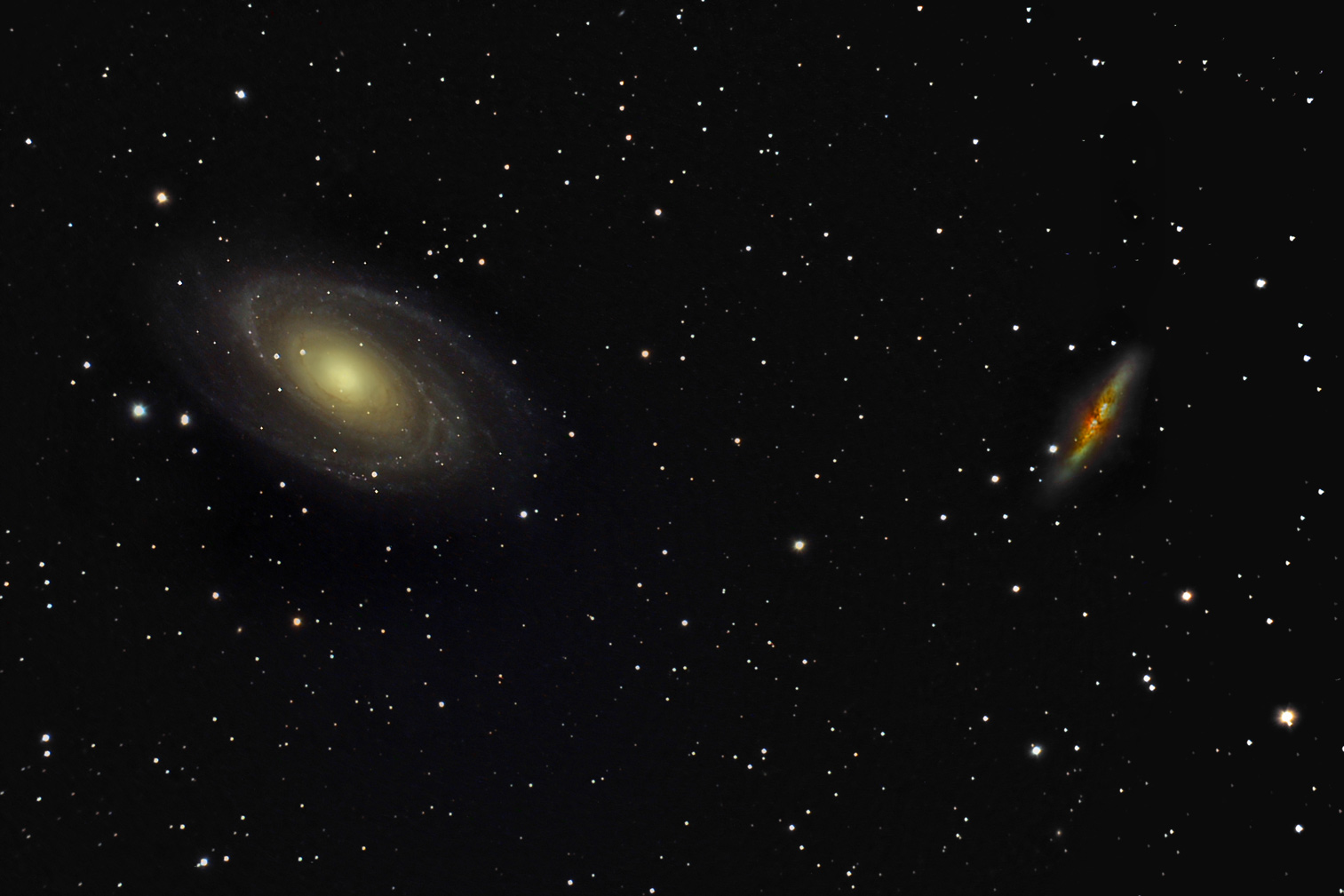
M81 (a sinistra) e M82 (a destra). M82 è una delle due galassie fortemente attratte da M81; l'altra, NGC 3077, si trova oltre il bordo superiore dell'immagine. Credit:Scott Anttila.

M82 è la galassia più grande del Gruppo di M81, un gruppo che conta 34 galassie situate nella costellazione dell'Orsa Maggiore; la distanza media di questo gruppo è di circa 11,7 milioni di anni luce, pari a 3,6 milioni di parsec, rendendolo così uno dei gruppi di galassie più vicini al nostro Gruppo Locale.
M82 come già visto è in interazione con la vicina Galassia di Bode (M81) e NGC 3077; questa interazione ha strappato via alle tre galassie una discreta quantità di gas idrogeno, che ora forma delle strutture a filamenti che collegano le tre galassie. Inoltre, hanno anche causato la caduta di parte di questo gas sulla Galassia Sigaro e di NGC 3077, causando una grande attività di formazione stellare nei centri di queste due galassie.

## Supernove
Nella galassia sono state finora osservate quattro supernove: 1986D (dubbia),
2004am, 2008iz, scoperta via radio e 2014J, la supernova osservata più vicina a noi da 1993J e la supernova di tipo Ia più vicina da 1972E.

## Bibliografia

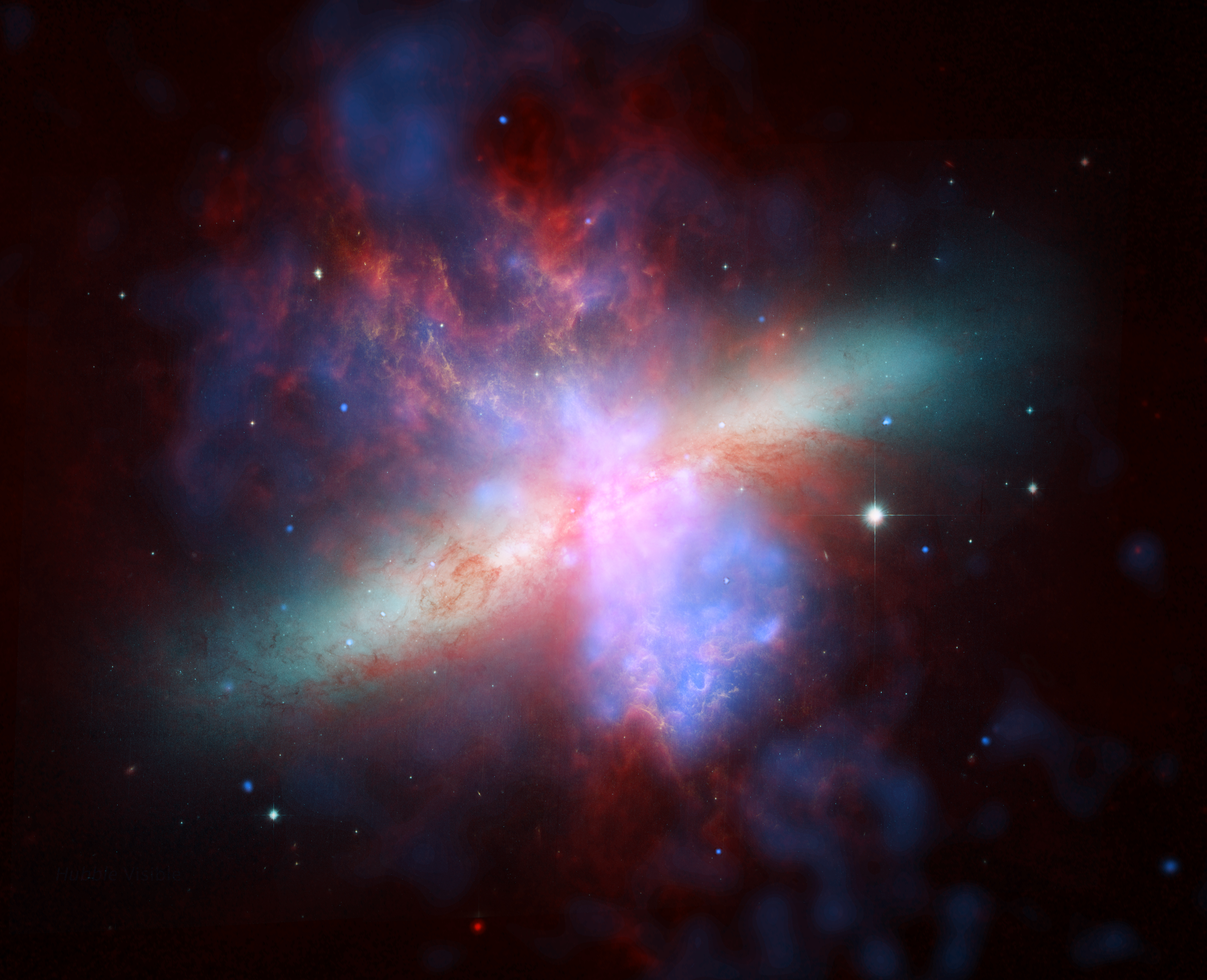
Immagine composita della galassia nel visibile (HST), nell'infrarosso (SST) e nei raggi X (Chandra).

### Libri
- (EN) Stephen James O'Meara, Deep Sky Companions: The Messier Objects, Cambridge University Press, 1998, ISBN 0-521-55332-6.

### Carte celesti
- Toshimi Taki, Taki's 8.5 Magnitude Star Atlas, su geocities.jp, 2005. URL consultato il 7 novembre 2010 (archiviato dall'url originale il 5 novembre 2018). - Atlante celeste liberamente scaricabile in formato PDF.
- Tirion, Rappaport, Lovi, Uranometria 2000.0 - Volume I - The Northern Hemisphere to -6°, Richmond, Virginia, USA, Willmann-Bell, inc., 1987, ISBN 0-943396-14-X.
- Tirion, Sinnott, Sky Atlas 2000.0 - Second Edition, Cambridge, USA, Cambridge University Press, 1998, ISBN 0-933346-90-5.
- Tirion, The Cambridge Star Atlas 2000.0, 3ª ed., Cambridge, USA, Cambridge University Press, 2001, ISBN 0-521-80084-6.